# Talking Heads
A Talking Heads amerikai együttes volt, amely 1974-ben alakult New Yorkban. Leginkább az újhullámhoz sorolhatóak, zenéjük az alternatív/posztpunk/punk/funk-rock/art rock/pop-rock stílusoknak az idővel változó egyvelegéből állt össze.
Legnagyobb sikereik a Burning Down the House, And She Was és a Wild Wild Life című dalok voltak a nyolcvanas években.
Feloszlásukat hivatalosan 1991-ben jelentették be. 2002-ben bekerültek a Rock and Roll Hall of Fame-be.

## Tagjai
- David Byrne – ének, gitár (1975 – 1991)
- Chris Frantz – dob (1975 –  1991)
- Tina Weymouth basszusgitár, háttérvokál (1975 – 1991)
- Jerry Harrison billentyűs hangszerek, gitár, háttérvokál (1977 – 1991)

## Stílusa
Napjainkig számos zenekar stílusára vannak hatással. Az együttes hangzásvilága a punk, pop, funk rock, art rock, valamint – az utolsó években – a világzene elegye volt. David Byrne személyében a korszak egyik legjellegzetesebb frontembere volt. Stop Making Sense című koncertfilmjüket a műfaj kiemelkedő alkotásaként tartják számon.

## Diszkográfia

### Stúdióalbumok
- Talking Heads: 77 (1977)
- More Songs About Buildings and Food (1978)
- Fear of Music (1979)
- Remain in Light (1980)
- Speaking in Tongues (1983)
- Little Creatures (1985)
- True Stories (1986)
- Naked (1988)

### Válogatásalbumok
- Once in a Lifetime: The Best of Talking Heads (1992)
- Sand in the Vaseline: Popular Favorites (1992)
- Once in a Lifetime (2003)
- The Best of Talking Heads (2004)
- Talking Heads (2005)
- Bonus Rarities and Outtakes (2006)
- The Collection (2007)
- Same as It Ever Was (2009)